# Héctor Giorgi
Héctor Giorgi (Montevideo, 28 de noviembre de 1924 - Ib., 15 de octubre de 2009) fue un abogado y político uruguayo perteneciente al Partido Colorado.

## Biografía
Se graduó como abogado en la Facultad de Derecho de la Universidad de la República. Posteriormente se desempeñó como profesor de Derecho Administrativo y escribió varias publicaciones.
Fue el primer secretario del Tribunal de lo Contencioso Administrativo, en 1952.
Durante las presidencias de Oscar Gestido y Jorge Pacheco Areco, fue secretario de la Presidencia, acompañado en la subsecretaría por el también abogado Carlos Pirán. Se lo consideraba el «monje gris del pachequismo». Su nombre sonó fuerte como posible sucesor de Pacheco en caso de no prosperar el plebiscito reeleccionista.